# Hooperman
Hooperman è una serie televisiva statunitense in 42 episodi trasmessi per la prima volta nel corso di 2 stagioni dal 1987 al 1989.

## Trama
Harry Hooperman è un detective di San Francisco. Nel primo episodio Hooperman eredita un palazzo fatiscente (in cui poi vive per il resto della serie) quando l'anziana padrona di casa viene uccisa in una rapina. Egli eredita anche il suo cane terrier di nome Bijoux. Assume Susan Smith come governante dell'edificio e i due restano romanticamente coinvolti per tutta la prima stagione. Ad aiutarlo nei vari casi che gli si presentano la collega C.Z. Stern, gli ispettori Clarence McNeil e Bobo Pritzger, e i poliziotti Rick Silardi e Mo DeMott.

## Personaggi
- detective Harry Hooperman (42 episodi, 1987-1989), interpretato da	John Ritter.
- capitano C.Z. Stern (42 episodi, 1987-1989), interpretata da	Barbara Bosson.
- ispettore Clarence McNeil (42 episodi, 1987-1989), interpretato da	Felton Perry.
- ufficiale Mo DeMott (42 episodi, 1987-1989), interpretato da	Sydney Walsh.
- ispettore Bobo Pritzger (42 episodi, 1987-1989), interpretato da	Clarence Felder.
- Betty Bushkin (42 episodi, 1987-1989), interpretata da	Alix Elias.
- ufficiale Rick Silardi (42 episodi, 1987-1989), interpretato da	Joseph Gian, poliziotto gay.
- Susan Smith (22 episodi, 1987-1988), interpretata da	Debrah Farentino, la governante della casa in cui Harry va ad abitare nel primo episodio, intreccia una relazione con lui.
- Beverly (4 episodi, 1988-1989), interpretata da	Jennifer Warren.
- Gail (3 episodi, 1987-1988), interpretato da	Lee Garlington.
- Lou Stern (3 episodi, 1987-1988), interpretato da	Dan Lauria, marito di C.Z.
- Alex (3 episodi, 1989), interpretata da	Daphne Ashbrook.
- Roy (3 episodi, 1989), interpretato da	Kevin Scannell.

## Produzione
La serie fu prodotta da 20th Century Fox Television e Adam Productions e girata negli studios della 20th Century Fox a Los Angeles e a San Francisco in California. L'episodio pilota del 1988 vinse un Emmy Award per la migliore regia in una serie commedia.

### Registi
Tra i registi della serie sono accreditati:
- John Patterson (4 episodi, 1987-1988)
- Michael Zinberg (4 episodi, 1987-1988)
- Kim Friedman (3 episodi, 1987-1988)
- Anson Williams (3 episodi, 1987-1988)
- Betty Thomas (3 episodi, 1989)
- Rick Wallace (2 episodi, 1987-1988)
- Gregory Hoblit (2 episodi, 1987)
- Bethany Rooney (2 episodi, 1988-1989)
- Alan J. Levi (2 episodi, 1988)
- Roy Campanella II (2 episodi, 1989)
- Ron Lagomarsino (2 episodi, 1989)
- Arlene Sanford (2 episodi, 1989)

## Distribuzione
La serie fu trasmessa negli Stati Uniti dal 1987 al 1989 sulla rete televisiva ABC. 
In Italia è stata trasmessa con il titolo Hooperman su RaiUno dal 1989.
Alcune delle uscite internazionali sono state:
- negli Stati Uniti il 23 settembre 1987 (Hooperman)
- in Francia il 12 marzo 1988 (Flic à tout faire)
- nel Regno Unito il 17 aprile 1988 (Hooperman)
- in Svezia il 4 settembre 1988
- in Spagna (Hooperman)
- in Germania Ovest (Inspektor Hooperman)
- in Italia (Hooperman)

## Episodi
| Stagione         | Episodi | Prima TV USA |
| ---------------- | ------- | ------------ |
| Prima stagione   | 22      | 1987-1988    |
| Seconda stagione | 20      | 1988-1989    |